# 朱慈𩒪
紀城王朱慈𩒪（17世紀—17世紀），明朝德藩第三代紀城王，紀城王朱由侎的庶第二子。

## 生平
朱慈𩒪於何年襲封紀城王史料失載。崇禎十二年（1639年）正月，清兵攻陷濟南府，朱慈𩒪與第三弟朱慈、德王朱由𣒻被擄至盛京。崇禎十三年（1640年），朱慈𩒪第四弟朱慈𤆝襲封德王，紀城郡爵例除。
順治元年（1644年）九月，朱慈𩒪離開盛京前往北京謁見順治帝，獲賜住所及食用之物。順治二年（1645年）閏六月，朱慈𩒪獲賜袍服。後事不詳。